# ماتی (آریزونا)
ماتی (به انگلیسی: Matthie) یک منطقهٔ مسکونی در ایالات متحده آمریکا است که در آریزونا واقع شده‌است. ماتی ۷۱۰ متر بالاتر از سطح دریا واقع شده‌است.